# Transport kolejowy w Lublinie

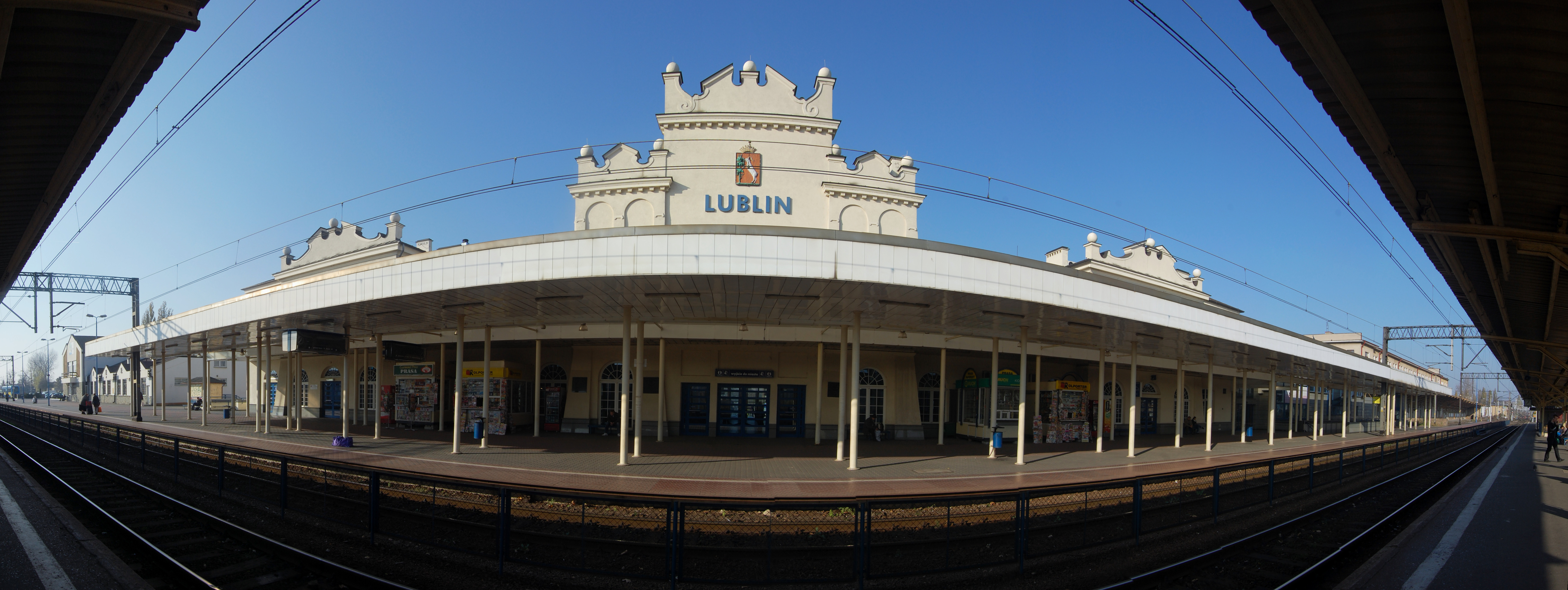
Zabytkowy dworzec główny PKP w Lublinie z 1877 roku, widok od strony peronów (2011)

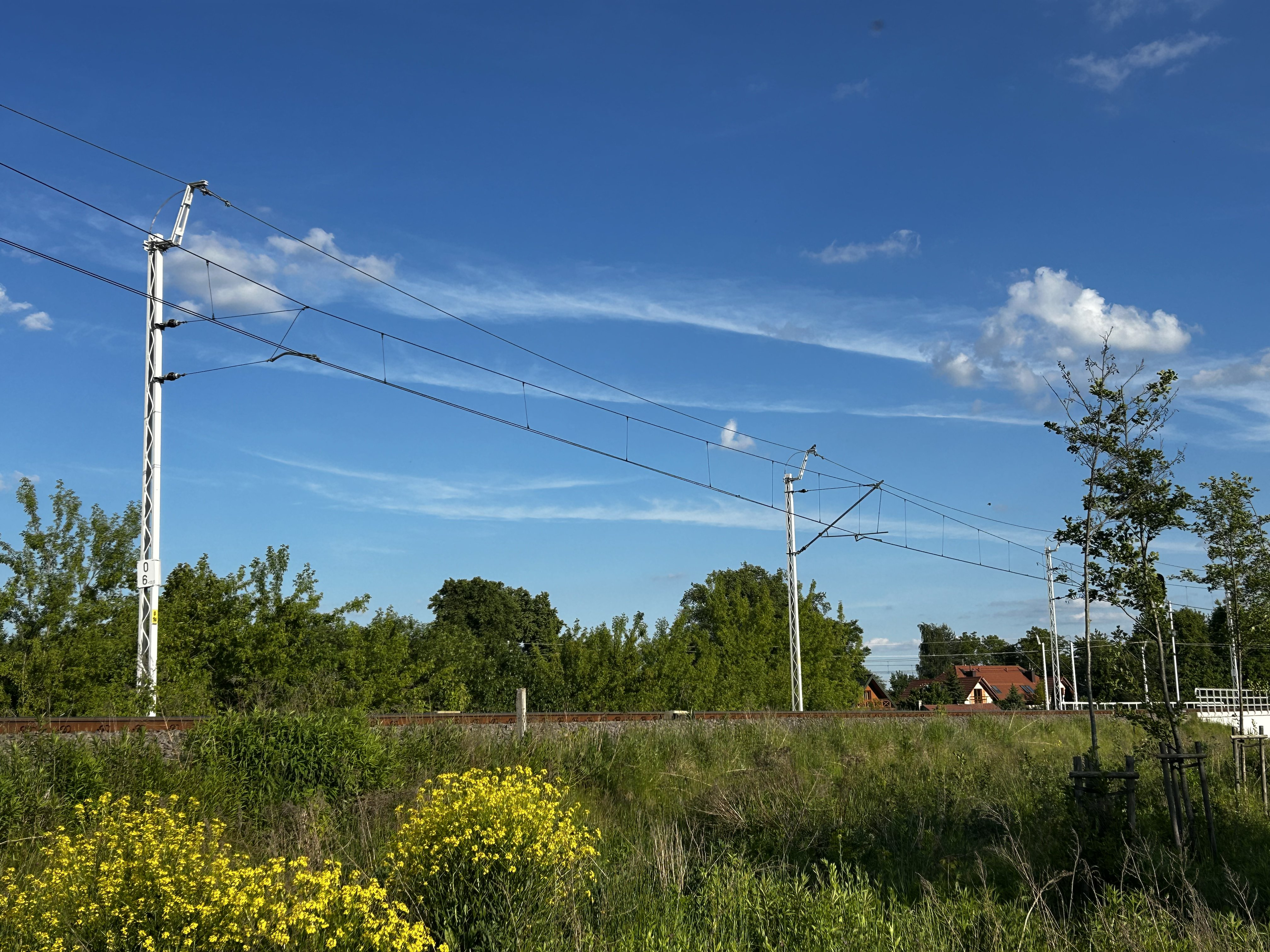
Linia kolejowa nr 588

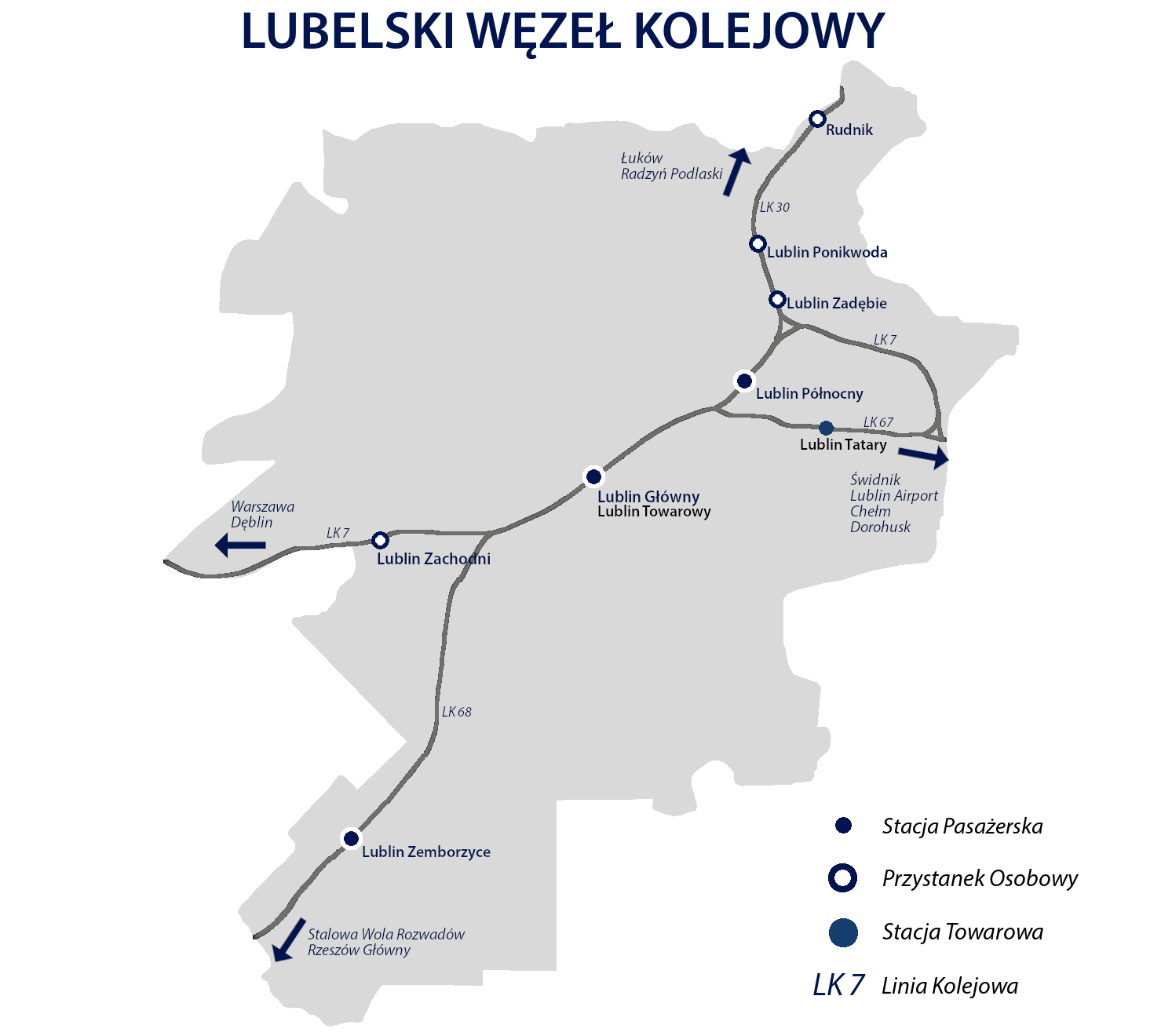
Schemat lubelskiego węzła kolejowego (2021)

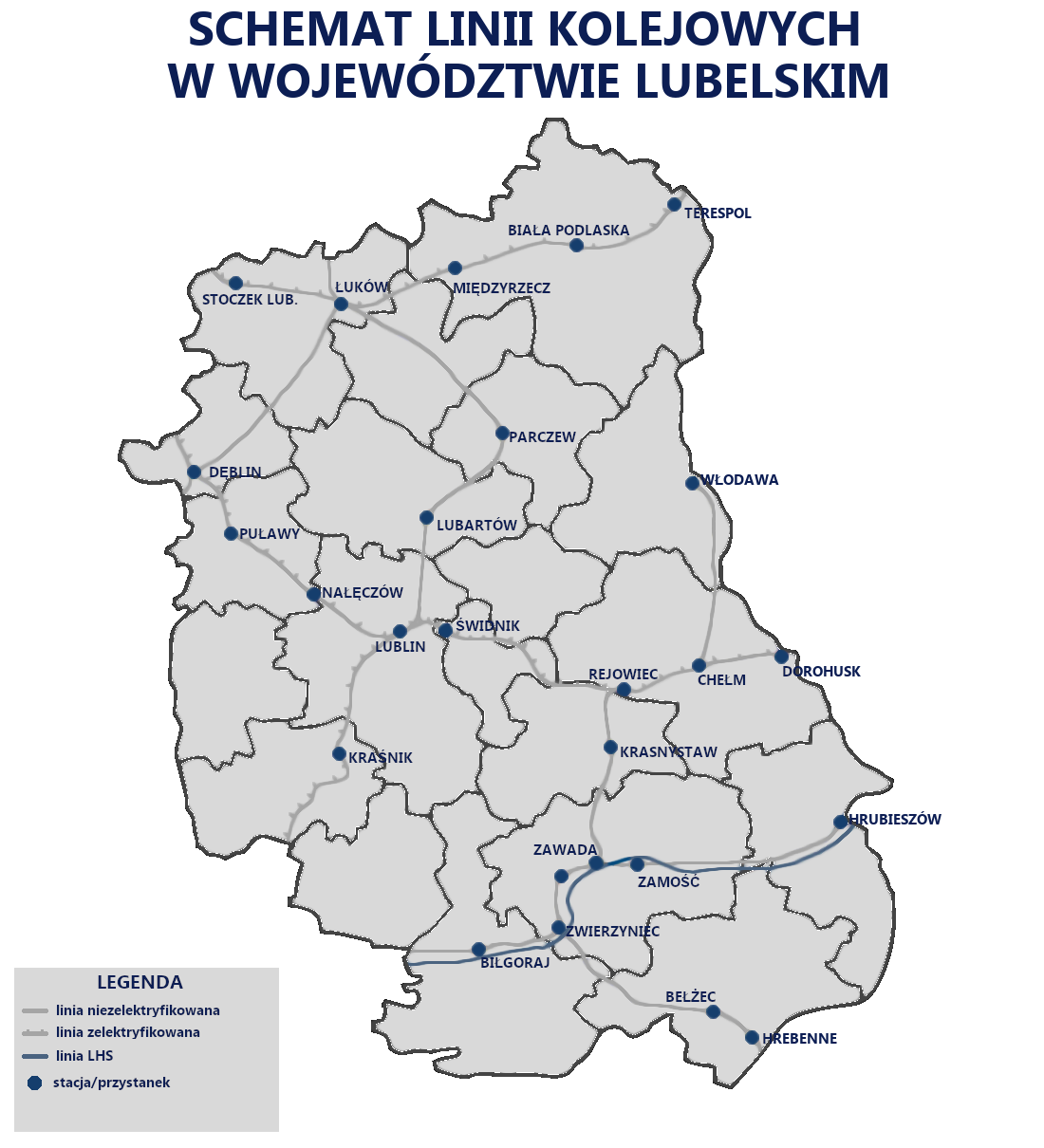
Schemat linii kolejowych w województwie lubelskim (2021)

Lubelski węzeł kolejowy jest jednym z większych i ważniejszych węzłów kolejowych w województwie lubelskim. Obejmuje on linie kolejowe oraz stacje i posterunki ruchu kolejowego zlokalizowane na terenie Lublina.

## Historia
Stacja węzłowa w Lublinie, znajdująca się przy placu Dworcowym, jest dworcem o największej liczbie odprawionych pasażerów we wschodniej Polsce. Zabytkowy dworzec został wybudowany w 1877 roku. Stan dzisiejszy jest wynikiem 10-letniego remontu.
Duże znaczenie w historii Lublina miało uruchomienie 17 sierpnia 1877 połączeń kolejowych z Warszawą i Kowlem w ramach Kolei Nadwiślańskiej. Wraz z rozwojem przemysłu i budową kolei zmienił się kształt urbanistyczny miasta.
Podróż do Warszawy według ówczesnego rozkładu jazdy trwała 7 godzin, co oznacza, że szybkość pociągu osobowego wynosiła 35 wiorst na godzinę (tj. 37,3 km/h). Pociągami można było podróżować w trzech klasach: za trzecią, najtańszą klasę, jadąc do Warszawy trzeba było zapłacić 2 ruble i 4 kopiejki, a za klasę pierwszą płacono 4 ruble i 89 kopiejek. Odjazd pociągu ogłaszany był trzema dzwonkami.

## Infrastruktura
Przez miasto przebiega linia kolejowa nr 7 łącząca Warszawę z granicą państwa w Dorohusku, a dalej z Kijowem. Dwie inne linie wybiegają z Lublina w kierunkach: południowym (linia nr 68 do Stalowej Woli Rozwadowa i dalej – Przeworska) oraz północnym (linia nr 30 do Łukowa – od 2000 do 2013 nieczynna w ruchu pasażerskim, później ruch wznowiono do Parczewa przez Lubartów, a od 2017 w związku z remontem linii nr 7 - na całym odcinku). Miasto ma bezpośrednie połączenia kolejowe ze stolicą i większością większych miast w kraju (Bielsko-Biała, Katowice, Kraków, Wrocław, Łódź, Radom, Rzeszów, Kielce, Poznań, Bydgoszcz, Szczecin, Gdańsk i inne), a także Kijowem.
W granicach administracyjnych miasta znajdują się trzy stacje kolejowe: Lublin Główny, Lublin Północ, Lublin Zemborzyce, a także stacja towarowa Lublin Tatary. Ponadto funkcjonują cztery przystanki kolejowe: Lublin Zadębie, Lublin Ponikwoda, Lublin Zachodni oraz Rudnik Przystanek. Do 2017 istniał, obecnie nieczynny przystanek kolejowy Lublin Zalew. W zachodniej części miasta, na jego granicy funkcjonuje przystanek kolejowy Stasin Polny.

## Kolej aglomeracyjna
W 2020 ogłoszono, że powstanie koncepcja utworzenia Lubelskiej Kolei Aglomeracyjnej. Ma ona zakładać skomunikowanie Puław, Parczewa, Chełma i Kraśnika, Szastarki z Biłgorajem przez Janów Lubelski oraz Łęcznej z Lublinem. Ponadto ma dojść do elektryfikacji linii Łuków – Lublin. Roboty budowlane powinny skończyć się w latach 2027–2028, jednak wg stanu na rok 2025 do nich nie przystąpiono. 